# Tethya simi
Tethya simi är en svampdjursart som beskrevs av Sarà, Bavestrello och Calcinai 2000. Tethya simi ingår i släktet Tethya och familjen Tethyidae.
Artens utbredningsområde är havet utanför Sydkorea. Inga underarter finns listade i Catalogue of Life.